# Andrés Burgada
Andrés Burgada Palomo (Barcelona, España, 17 de marzo de 1984), futbolista español. Juega como portero y su actual equipo es el CF Montañesa.

## Trayectoria
Comenzó a jugar en el filial del RCD Espanyol B. Después de rescindir el contrato con el equipo catalán fichó por el CD Orientación Marítima dónde militó una temporada. Al finalizar la temporada 2006/07 fichó por el Lorca Deportiva CF, donde alternó el primer equipo con el filial. Al terminar la temporada se marcha al Orihuela CF y en el mercado invernal le dan la baja y se marcha al AEC Manlleu de Tercera División.

## Clubes
| Club                    | País   | Años      |
| ----------------------- | ------ | --------- |
| CE Mataró               | España | 2003      |
| Levante UD "B"          | España | 2004      |
| RCD Espanyol "B"        | España | 2004-2006 |
| CD Orientación Marítima | España | 2006-2007 |
| Lorca Deportiva CF "B"  | España | 2007-2008 |
| Lorca Deportiva CF      | España | 2007-2008 |
| Orihuela CF             | España | 2008-2009 |
| AEC Manlleu             | España | 2009-2010 |
| CE Europa               | España | 2010      |
| FC Vilafranca           | España | 2011      |
| UE Castelldefels        | España | 2011-2012 |
| UDA Gramenet            | España | 2012-2013 |
| CF Montañesa            | España | 2013-     |